# Dhule (huyện)
Huyện Dhule là một huyện thuộc bang Maharashtra, Ấn Độ. Thủ phủ huyện Dhule đóng ở Dhule. Huyện Dhule có diện tích 8095 ki lô mét vuông. Đến thời điểm năm 2001, huyện Dhule có dân số 1708993 người.